# Рихер (вице-герцог Нижней Лотарингии)
Рихер (Рихар, Ришар) (фр. Richer, лат. Richer, нем. Richar; умер между 12 февраля и 15 марта 973) — граф Монса с 964 года, вице-герцог Нижней Лотарингии в с 968 года. Его существование спорно, но он упоминается в документах, датируемых 965—972 годами.

## Биография

### Правление
Происхождение Рихера точно не установлено. Возможно, он идентичен графу Рихеру Аспельскому, который был графом в Льежской области (Лютихгау). Согласно исследованиям историка Эдуарда Главички, Рихер Аспельский был братом пфальцграфа Лотарингии Готфрида и, соответственно, дядей герцога Готфрида I, которого он сменил в Эно в 964 году.
После смерти вице-герцога Нижней Лотарингии Готфрида I император Оттон I отдал Рихеру половину графства Эно с замком Монс. Вторую часть, образовавшую Валансьенскую марку с замком Валансьен, получил Амори. При этом пост герцога Нижней Лотарингии остался вакантным.
Возможно, именно Рихер упоминается в документе, датированном 2 июня 965 года, в котором содержится запись о пожертвовании деньги в память о Готфриде I. В 968 году император Оттон I назначил Рихера также герцогом Нижней Лотарингии.
В годы его правления к графству Эно был присоединён Льеж.
Умер Рихер в начале 973 года, в период между 12 февраля и 15 марта.

### Брак и дети
У Рихера Аспельского, идентифицируемого с вице-герцогом Нижней Лотарингии Рихером, известен один сын:
- Годизо фон Аспель-Геймбах (ум. 1011/1015[3]), граф в Хамаланде и Льежской области, отец святой Ирменгарды Кёльнской (около 1000—1065 или 1082/1089).